# Luigi Bonazzi

Escudo episcopal.

Luigi Bonazzi (n. Gazzaniga, Región de Lombardía, Italia, 19 de junio de 1948) es un diplomático, profesor, teólogo, canonista y sacerdote católico italiano.

## Carrera profesional
Ordenado sacerdote el día 30 de junio de 1973 por el obispo "Monseñor" Clemente Gaddi. Tiene un Doctorado en Ciencias de la educación por la Universidad Pontificia Salesiana y es Licenciado en Teología y en Derecho canónico por la Pontificia Universidad Lateranense. También fue alumno de la Academia Pontificia Eclesiástica.
En cuanto terminó su formación universitaria, el 25 de marzo de 1980 ingresó como miembro del Servicio Diplomático de la Santa Sede.
Como diplomático ha sido enviado a las nunciaturas apostólicas en Camerún, Trinidad y Tobago, Malta, Canadá, Mozambique, España, Estados Unidos y en la misma Italia.
El 19 de junio de 1999, el Papa Juan Pablo II le nombró Nuncio Apostólico en Haití y Arzobispo Titular de la Sede de Atella. 
Recibió la consagración episcopal el 26 de agosto de ese mismo año, a manos del entonces Cardenal Secretario de Estado "Monseñor" Angelo Sodano.
Sus co-consagrantes fueron el entonces Obispo de Bérgamo "Monseñor" Roberto Amadei y el Auxiliar de Bérgamo "Monseñor" Lino Bortolo Belotti.
Posteriormente, el 30 de marzo de 2004 fue nombrado Nuncio Apostólico en Cuba. Asimismo, el 14 de marzo de 2009, el Papa Benedicto XVI le asignó las Nunciaturas en Lituania, Estonia y Letonia.
El día 18 de diciembre de 2013, tras haber sido nombrado por el Papa Francisco, es el nuevo Nuncio Apostólico en Canadá.
El día 10 de diciembre de 2020 el Papa Francisco lo nombra Nuncio Apostólico en Albania